# Crkva sv. Nikole od Planine
 Crkva sv. Nikole od Planine, rimokatolička crkva na najvišem vrhu Hvara, koje je upravno u naselju Svirčima.

## Opis dobra
Nastala je u razdoblju 16. do 17. stoljeća. Crkva sv. Nikole od Planine smještena je na istoimenom, najvišem vrhu Hvara, čije se stijene strmo uzdižu iz mora na južnoj strani otoka. Građena od priklesanog kamena, pravokutnog je tlocrta, dvostrešnog krovišta pokrivenog kamenom pločom, presvođena je bačvastim svodom. Na stariju građevinu naknadno je dograđen trijem, prilikom obnove krajem 20. stoljeća nad trijemom postavljeno je drveno dvostrešno krovište te su crkva i trijem zajedno zakrovljeni. Na jednostavnom kamenom oltaru nalazi se restaurirani kameni kip sv. Nikole. Izniman značaj crkve je što se vezuje uz ime Matije Ivanića u kojem neki povjesničari prepoznaju Matija Ivanića, vođu pučkog ustanka, a drugi njegovog djeda.

## Zaštita
Pod oznakom Z-4947 zavedena je kao nepokretno kulturno dobro - pojedinačno, pravna statusa zaštićena kulturnog dobra, klasificirano kao "sakralna graditeljska baština".

## Vanjske poveznice
|  | Zajednički poslužitelj ima još gradiva o temi Crkva sv. Nikole od Planine |